# بيرت باتونج
بيرت باتونج مواليد 26 أكتوبر 1971 في مدينة سيبو، الفلبين، هو ملاكم محترف فلبيني يصنف ضمن فئة وزن الذبابة بدأ مسيرته الاحترافية سنة 1990 حيث انتصر في نزاله الأول على لولونج كويبان في الجولة الأولى بالضربة القاضية الفنية.

## إحصائيات
خاض خلال مسيرته 63 نزالا، فاز في 45 وتعادل في 3 وخسر في 15. فاز بالضربة القاضية في 37 نزالا.

## روابط خارجية
- بيرت باتونج على موقع بوكس ريك (الإنجليزية) (registration required)